# Rafael Soto Andrade
Rafael Soto Andrade (Jerez de la Frontera, 14 de octubre de 1957) es un jinete español que compitió en la modalidad de doma. Ha trabajo desde sus inicios en la Real Escuela Andaluza del Arte Ecuestre.
Participó en tres Juegos Olímpicos de Verano, obteniendo una medalla de plata en Atenas 2004, en la prueba por equipos (junto con Beatriz Ferrer-Salat, Juan Antonio Jiménez e Ignacio Rambla Algarín), el séptimo lugar en Atlanta 1996 y el quinto en Sídney 2000, en la misma prueba.
Ganó una medalla de bronce en el Campeonato Mundial de Doma de 2002 y una medalla de plata en el Campeonato Europeo de Doma de 2003.
En 2013 fue nombrado por la Real Federación Hípica Española asesor técnico de doma clásica en la categoría de adultos.

## Palmarés internacional
| Juegos Olímpicos   | Juegos Olímpicos              | Juegos Olímpicos  | Juegos Olímpicos |
| Año                | Lugar                         | Medalla           | Categoría        |
| ------------------ | ----------------------------- | ----------------- | ---------------- |
| 2004               | Atenas (Grecia)               | Medalla de plata  | Por equipos      |
| Campeonato Mundial |                               |                   |                  |
| Año                | Lugar                         | Medalla           | Categoría        |
| 2002               | Jerez de la Frontera (España) | Medalla de bronce | Por equipos      |
| Campeonato Europeo |                               |                   |                  |
| Año                | Lugar                         | Medalla           | Categoría        |
| 2003               | Hickstead (Reino Unido)       | Medalla de plata  | Por equipos      |